# 구주 예수 의지함이
구주 예수 의지함이('Tis So Sweet to Trust in Jesus)는 윌리엄 J. 커크패트릭(William J. Kirkpatrick)이 작곡하고 루이자 M. R. 스테드(Louisa M. R. Stead)가 가사를 쓴 기독교 찬송가이다. 가사는 1882년에 작성되었다. 스테드의 "Songs of Triumph"에 등장했다.
이 노래는 많은 찬송가에 수록되어 있으며 많은 가수들이 녹음했다.

## 가사

### 한국어 가사
구주 예수 의지함이 심히 기쁜일일세
허락하심 받았으니 의심 아주 없도다
예수 예수 믿는 것은 받은 증거 많도다
예수 예수 귀한 예수 믿음 더욱 주소서
구주 예수 의지함이 심히 기쁜 일일세
주를 믿는 나의 맘을 그의 피에 적시네
예수 예수 믿는 것은 받은 증거 많도다
예수 예수 귀한 예수 믿음 더욱 주소서
구주 예수 의지하여 죄악 벋어 버리네
안위 받고 영생함을 주께 모두 얻었네
예수 예수 믿는 것은 받은 증거 많도다
예수 예수 귀한 예수 믿음 더욱 주소서
구주 예수 의지하여 구원함을 얻었네
영원 무궁 지나도록 함께 계시리로다
예수 예수 믿는 것은 받은 증거 많도다
예수 예수 귀한 예수 믿음 더욱 주소서

### 영어 원문
'Tis so sweet to trust in Jesus,

Just to take Him at His Word;

Just to rest upon His promise,

Just to know, "Thus says the Lord!"

Refrain:

Jesus, Jesus, how I trust Him!

How I've proved Him o'er and o'er

Jesus, Jesus, precious Jesus!

O for grace to trust Him more!

O how sweet to trust in Jesus,

Just to trust His cleansing blood;

Just in simple faith to plunge me

'Neath the healing, cleansing flood!

Refrain

Yes, 'tis sweet to trust in Jesus,

Just from sin and self to cease;

Just from Jesus simply taking

Life and rest, and joy and peace.

Refrain

I'm so glad I learned to trust Thee,

Precious Jesus, Savior, Friend;

And I know that Thou art with me,

Wilt be with me to the end.

Refrain